# ミショーテ

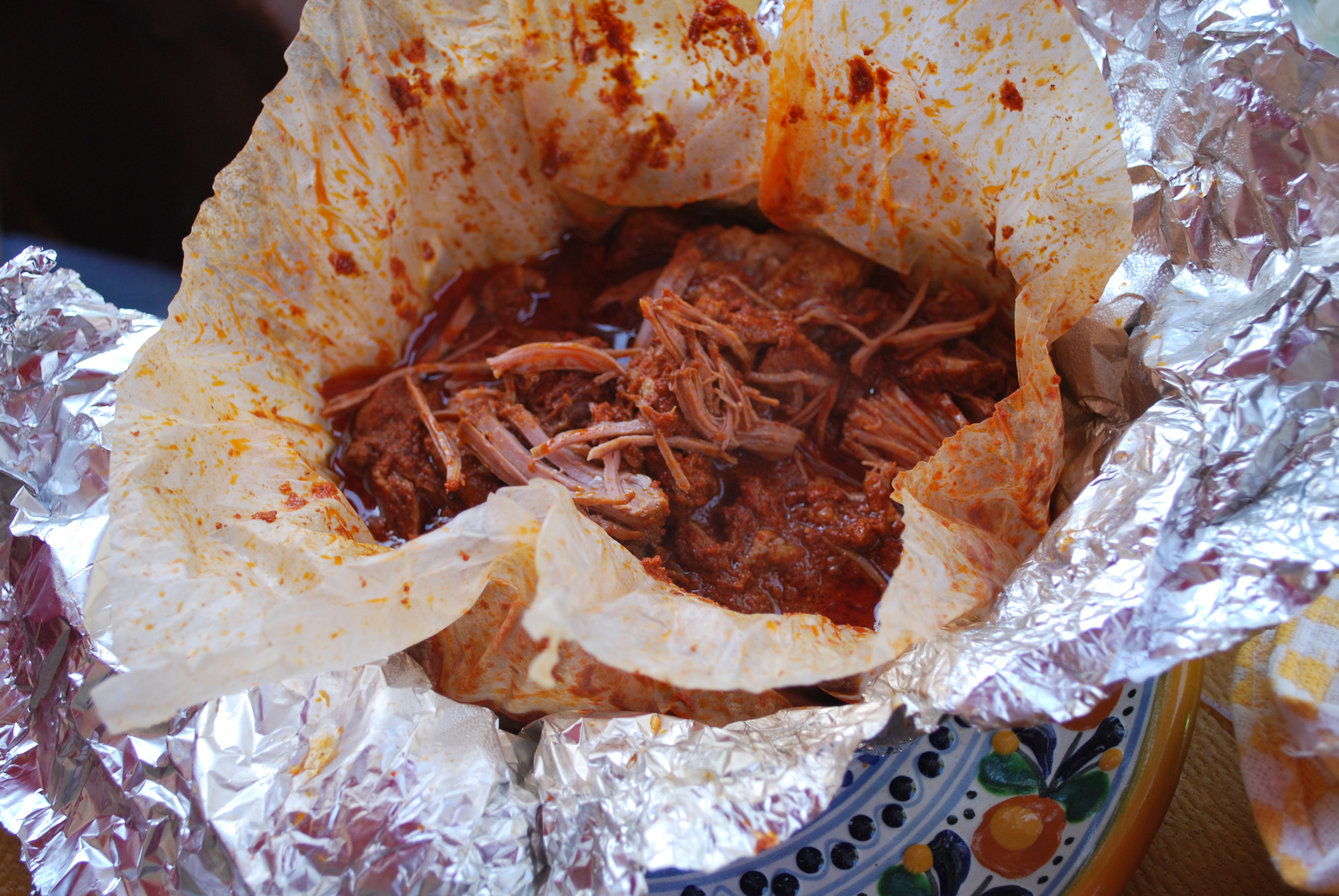
ミックス肉のミショーテ

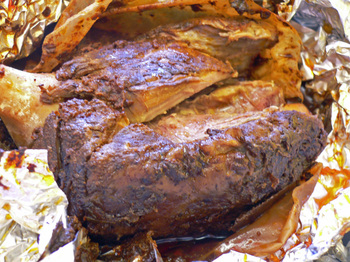
レストランで提供されたミショーテ

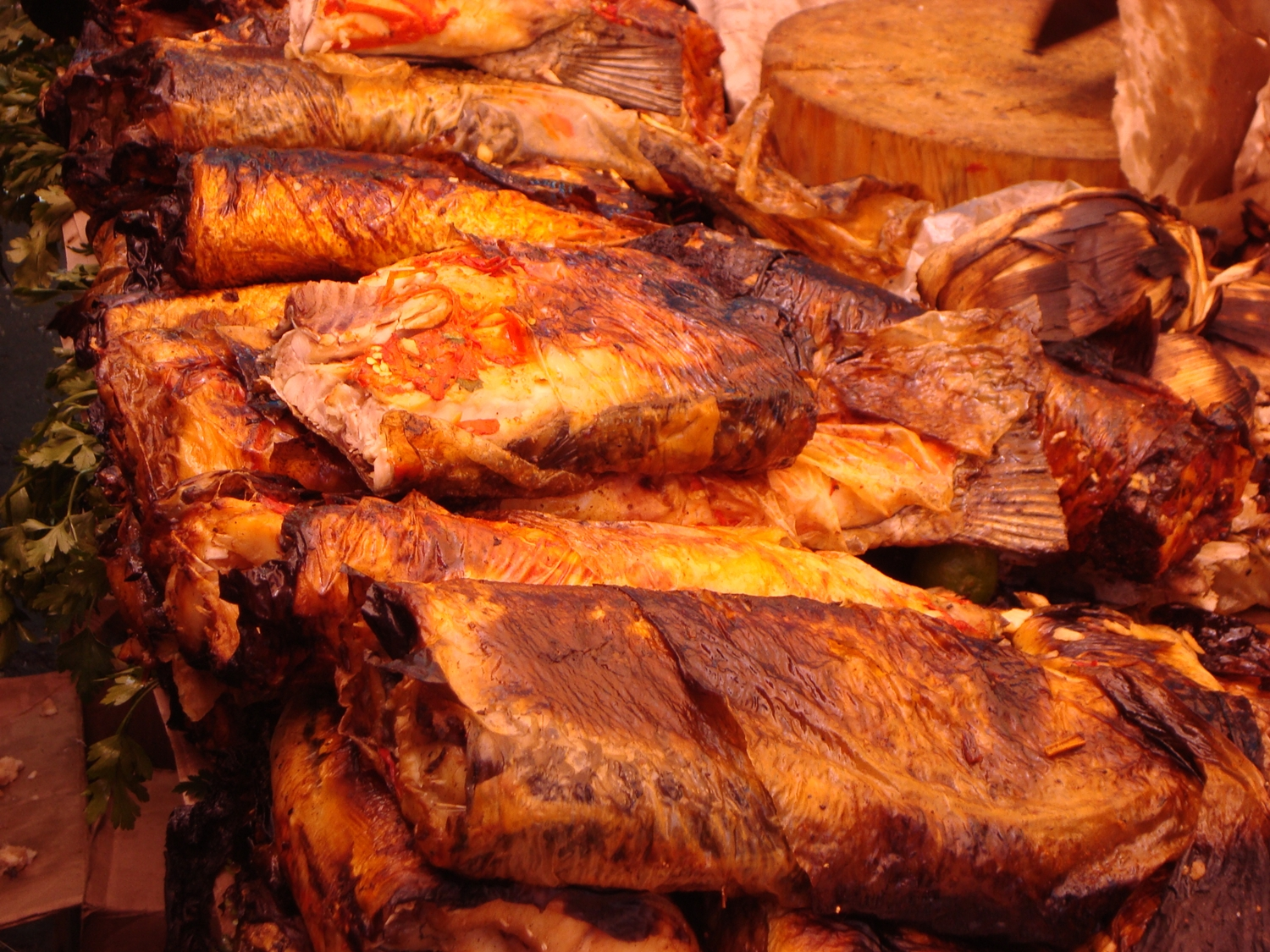
魚のミショーテ

ミショーテ(Misiote)は、メキシコ中央部、特にメキシコ盆地で伝統的に食べられるピットバーベキューの肉料理である。オーブンで調理することもできる。マトンかウサギを用いるが、鶏肉、ラム、豚肉を用いることもある。肉は骨付きの角切りにし、パシーヤ、ワヒーヨ、クミン、タイム、マジョラム、ベイリーフ、クローブ、ニンニクで味付けする。これを小分けにして、アオノリュウゼツランの葉の半透明で硬い外皮で包むじょとにより、独特の香りが付く。包む前に肉に角切りのノパール（サボテン）を加える場合もある。